# Liel Marlies Rothensteiner
Liel Marlies Rothensteiner (* 25. Januar 2005 in Wien) ist eine österreichische Tennisspielerin.

## Karriere
Rothensteiner begann mit fünf Jahren das Tennisspielen und bevorzugt Hartplätze. Sie spielt vor allem Turniere der ITF Women’s World Tennis Tour, wo sie bislang aber noch keinen Titel gewinnen konnte.
2018 erreichte sie im September das Finale der U14 des ÖTV Jugendcircuit Masters, wo sie gegen Anna-Lena Ebster mit 6:1, 2:6 und 3:6 verlor. 2019 war sie Teilnehmerin der Les Petits As.
2021 trat sie mit Lola Tavcar im Doppelwettbewerb des mit 25.000 US-Dollar dotierten Ladies Open Vienna 2021 an, wo die Paarung aber gegen Miriam Bulgaru und Sinja Kraus in der ersten Runde mit 7:63, 4:6 und [3:10] verlor. 2022 trat sie im Mai mit Nina Plihal im Doppelwettbewerb des mit 25.000 US-Dollar dotierten Carinthian Open 2022 an, wo die Paarung aber gegen Sarah Kanduth und Marija Kostjuk in der ersten Runde mit 2:6 und 6:74 verlor.
2023 spielte sie die Carinthian Ladies Lake’s Trophy, wo sie in Pörtschach für das Einzel eine Wildcard erhielt, aber an Carolina Kuhl mit 6:3, 2:6 und 1:6 scheiterte, im Doppel an der Seite von Veronika Bokor aber das Viertelfinale erreichen konnte. In Warmbad scheiterte ie an der Seite von Mia Liepert bereits in der ersten Runde des Doppelwettbewerbs an Arabella Koller und Alexandra Zimmer. Bei den Carinthian Ladies Lake’s Trophy V 2023, abermals in Pörtschach verlor sie an der Seite von Veronika Bokor in der ersten Runde des Doppelwettbewerbs gegen Jekaterina Makarowa und Anita Wagner mit 2:6 und 2:6. Im September erhielt sie zusammen mit Bokor eine Wildcard für den Doppelwettbewerb der mit 60.000 US-Dollar dotierten Alpstar Ladies Open Vienna 2023, scheiterte aber wiederum bereits in der ersten Runde.
Von 2018 bis 2023 spielte Rothensteiner für den BMTC-Brühl Mödlinger TC in der zweiten österreichischen Bundesliga.
Am 11. September 2023 erreichte sie als siebtbestplatzierte Doppelspielerin Österreichs die bislang beste Position 1127 auf der WTA-Doppelweltrangliste.